# Polystichtis cerealis
Polystichtis cerealis är en fjärilsart som beskrevs av William Chapman Hewitson 1863. Polystichtis cerealis ingår i släktet Polystichtis och familjen Riodinidae. Inga underarter finns listade i Catalogue of Life.